# Кроасти
Кроасти (фр. Croisty) насеље је и општина у северозападној Француској у региону Бретања, у департману Морбијан која припада префектури Понтиви.
По подацима из 2011. године у општини је живело 724 становника, а густина насељености је износила 45,59 становника/km². Општина се простире на површини од 15,88 km². Налази се на средњој надморској висини од 204 метара (максималној 255 m, а минималној 123 m).

## Демографија
| 1962. | 1968. | 1975. | 1982. | 1990. | 1999. | 2011. |
| ----- | ----- | ----- | ----- | ----- | ----- | ----- |
| 1.106 | 1.113 | 1.019 | 921   | 846   | 735   | 724   |

График промене броја становника у току последњих година